# Percussionista
Percussionista é um músico que toca instrumentos de percussão. Normalmente este termo é usado para designar instrumentistas que executam tambores latinos ou africanos, idiofones como o agogô, berimbau ou carrilhão em um conjunto de música popular ou em uma orquestra sinfônica.
O músico que toca a bateria, embora também seja tecnicamente um percussionista é chamado normalmente de baterista.
Em alguns casos, os percussionistas podem ser chamados por outros nomes. Como os instrumentos de percussão são eminentemente rítmicos, em alguns conjuntos,como nas escolas de samba, podem ser chamados de ritmistas. Determinados instrumentos de percussão são tão importantes ou de execução tão difícil, que seus executantes possuem nomes específicos, como o timpanista que toca o tímpano (instrumento) ou o carrilhonista que toca o xilofone, marimba, metalofone ou vibrafone.
O percussionista é fundamental na maior parte dos conjuntos musicais populares para manter o tempo da música constante, dando aos demais músicos uma base constante sobre a qual tocar. A percussão também é fundamental para definir o caráter ou personalidade da música. 
Muitas sociedades possuem músicas inteiramente executadas por instrumentos de percussão, particularmente tambores, que estão entre os instrumentos mais antigos do mundo. Muitos percussionistas ficaram famosos na execução de seus instrumentos e alguns deles adquiriram renome suficiente para serem líderes de seus próprios conjuntos.